# Bitwa o Fort Donelson

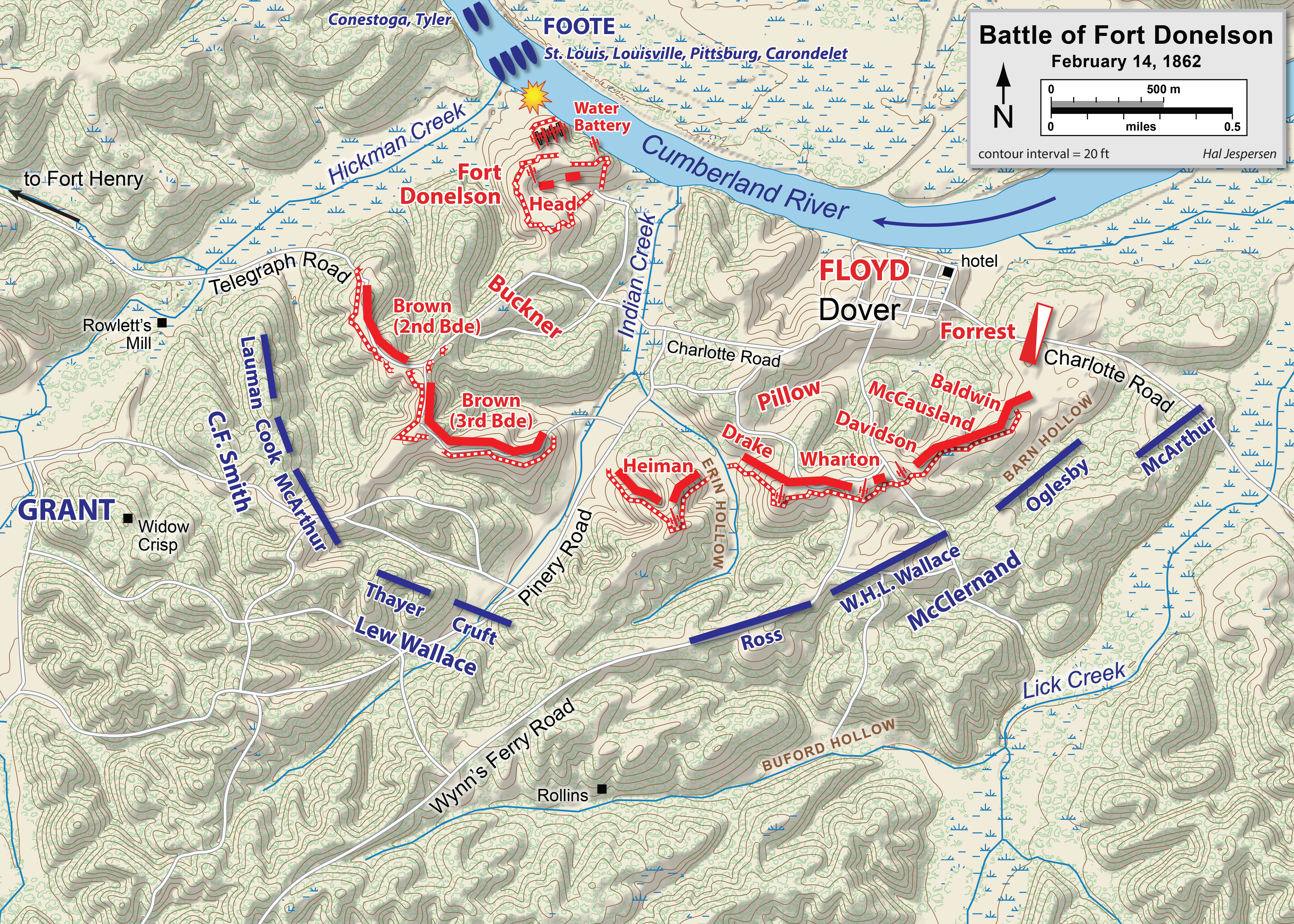
Pozycje wojsk wieczorem 14 lutego 1862 roku

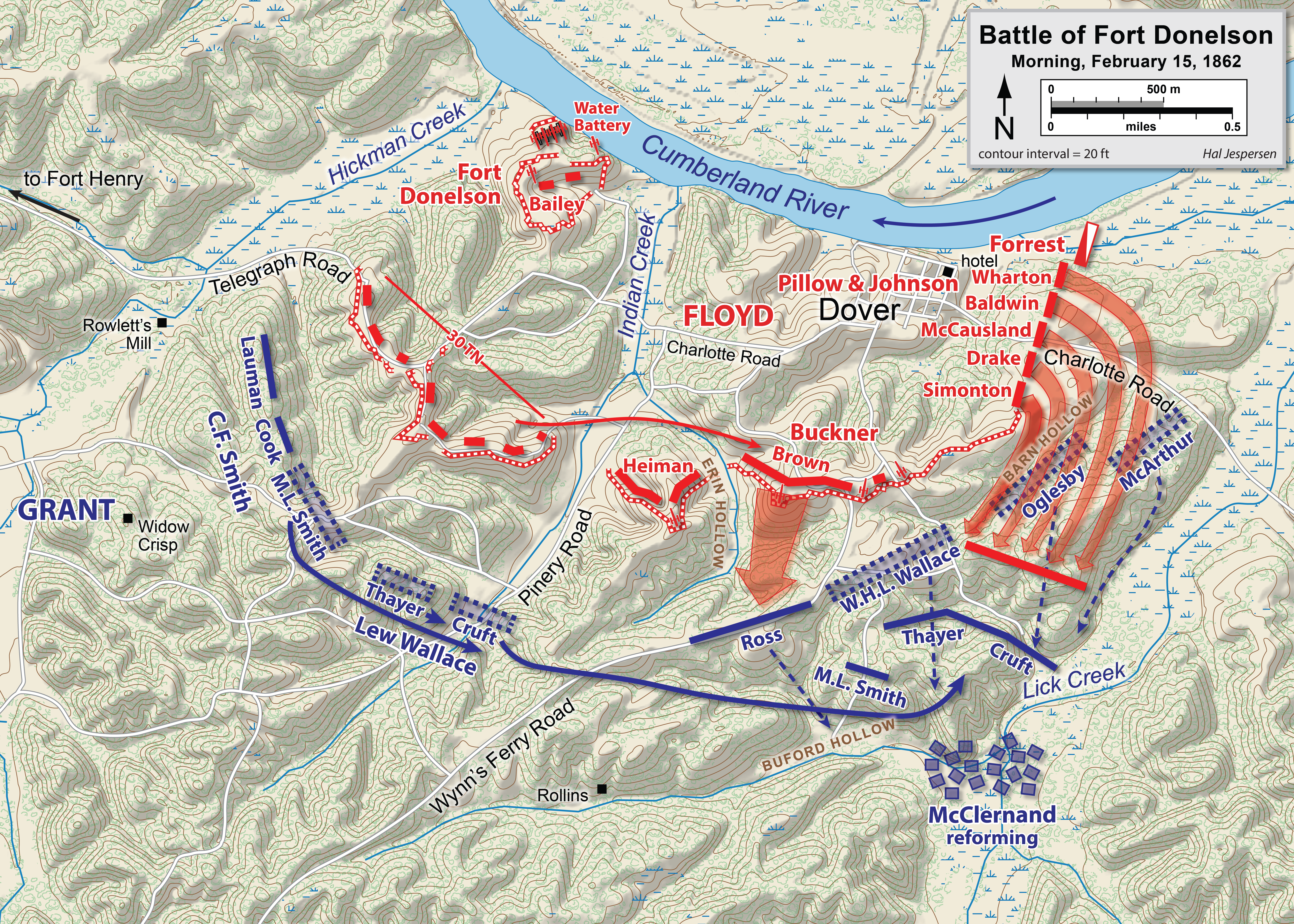
Kontratak konfederatów rankiem 15 lutego 1862 roku

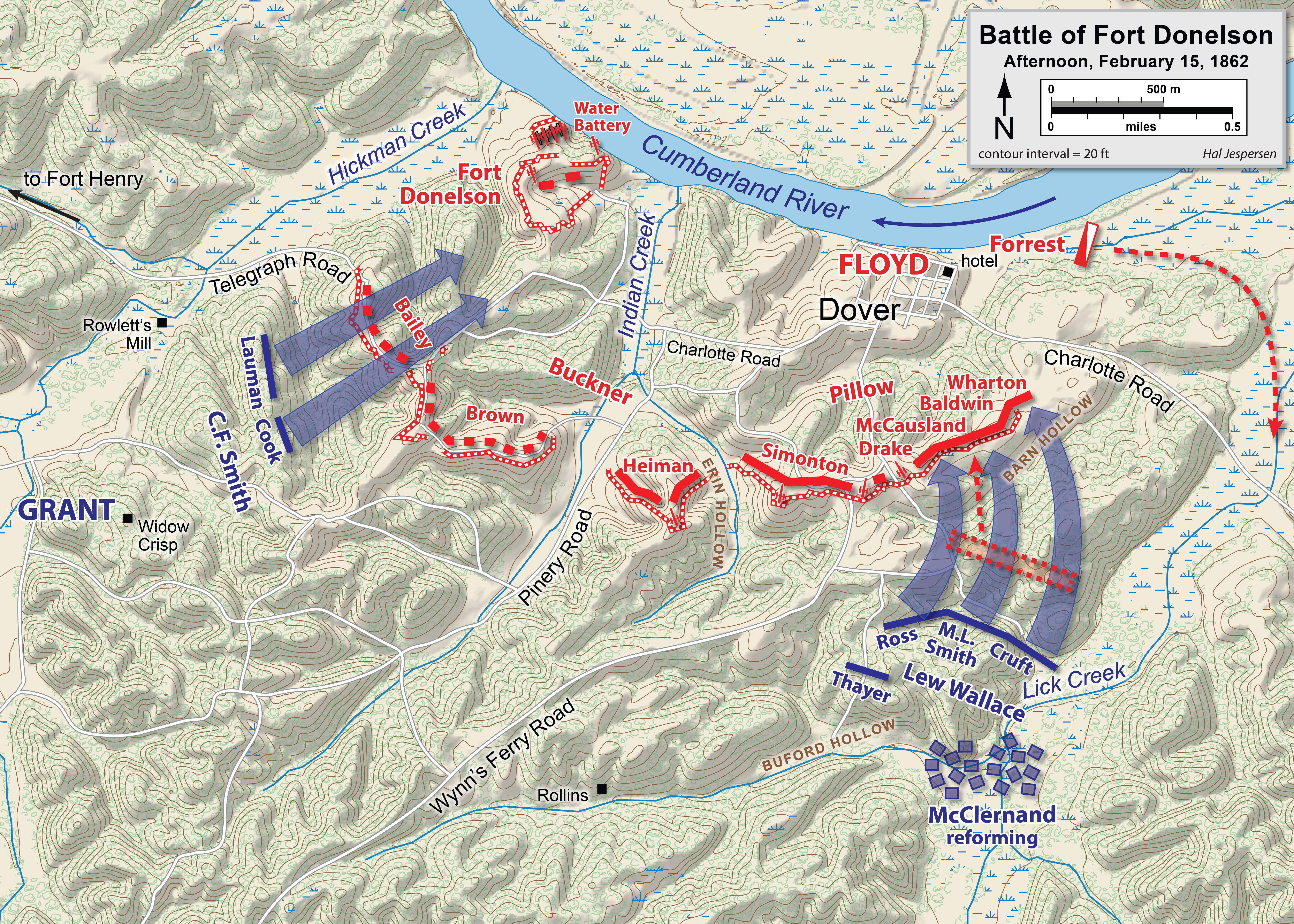
Sytuacja po południu 15 lutego 1862 roku

Bitwa o Fort Donelson – jedna z pierwszych poważnych operacji na zachodnim teatrze działań w czasie wojny secesyjnej w Stanach Zjednoczonych, przeprowadzona przez wojska Unii pod dowództwem gen. bryg. Granta w celu oczyszczenia stanu Tennessee z wojsk Konfederacji.
Kombinowany atak armii i floty na terytorium Tennessee rozpoczął się 6 lutego bombardowaniem przez kanonierki unionistów umocnień małego Fortu Henry, położonego w odległości 17 kilometrów na zachód od Fortu Donelson, nad rzeką Tennessee, w rezultacie czego fort ten został poddany przez konfederatów.
Siły Granta nie zdążyły dotrzeć pod Fort Henry z powodu bagnistego i rozmiękniętego przez deszcze terenu, lecz ich udział tam okazał się niepotrzebny. 11 lutego natomiast Grant dotarł pod Fort Donelson nad rzeką Cumberland, obsadzony przez znacznie silniejszy garnizon. Pomimo braku czasu na właściwe odtworzenie gotowości bojowej, atak ponownie został wsparty przez Zachodnią Flotyllę Kanonierek komodora Andrew Foote’a, w składzie 4 kanonierek pancernych („St. Louis”, „Carondelet”, „Louisville”, „Pittsburg”) i 2 drewnianych timberclads („Tyler” i „Conestoga”). Siły Unii jednak nie miały czasu na wcześniejsze rozpoznanie pozycji konfederatów, ani nawet nie miały dokładnych map terenu.
Budowę Fortu Donelson rozpoczęto w maju 1861. Został on nazwany na cześć konfederackiego generała Daniela Donelsona z Armii Tennessee. Główny fort miał co najmniej 10 redanów i zajmował powierzchnię 15 akrów. Zachodnie i południowe podejścia były chronione przez dalsze fortyfikacje polowe, w składzie co najmniej 7 redanów, rowów i jam strzeleckich. Główny wał ziemny fortu miał wysokość ok. 3,6 m i był otoczony rowem. Na północy, nad samą rzeką znajdowała się ponadto poza fortem niższa bateria nadbrzeżna z 9 działami (8 32-funtowych i 1 10-calowe) oraz wyższa bateria z 3 działami (3 działa 32-funtowe, z tego 1 gwintowane). Ogółem w fortyfikacjach było 67 dział.

## Przebieg bitwy
Fort Donelson położony był około 30 metrów nad rzeką, umożliwiając dobry ostrzał okrętów zbliżających się od północnego wschodu. Konfederaci wybudowali również skomplikowaną serię umocnień wokół fortu i wokół pobliskiego miasteczka Dover. Siły Unii liczyły około 24,5 tysięcy żołnierzy, podczas gdy fortu broniło około 16 tysięcy konfederatów. Obrońcy byli dobrze zaopatrzeni, ale ich uzbrojenie w dużym stopniu pamiętało jeszcze wojnę brytyjsko-amerykańską z 1812 roku.
12 lutego 1862 kanonierka pancerna „Carondelet” przeprowadziła rozpoznanie, wystrzeliwując kilka pocisków na fort, bez odpowiedzi. Następnego dnia „Carondelet” wdał się w dłuższy samotny pojedynek z artylerią fortu w celu odwrócenia uwagi od ruchów wojsk Unii. Prowadząc nękający ogień, wystrzelił 139 pocisków i uszkodził jedno działo 32-funtowe, zabijając dowódcę ciężkiej baterii kapitana Josepha Dixona. Sam został uszkodzony ciężkim pociskiem, lecz po południu kontynuował ostrzał, wystrzeliwując dalsze 45 pocisków. Po południu 14 lutego cztery kanonierki pancerne pod dowództwem Andrew Foote’a podeszły do Fortu Donelson od północy i rozpoczęły ostrzał, wspierane przez drewniane kanonierki za nimi, mając nadzieję zniszczyć baterie fortu, podobnie jak udało się to kilka dni wcześniej z Fortem Henry. Jednak w walce na niewielką odległość (200–400 m), zmasowany ogień obrońców uszkodził wszystkie cztery kanonierki pancerne (łącznie trafione ok. 180 razy). Zginęło 9 marynarzy i 45 zostało rannych (z tego ponad połowa na „Carondelet”), a sam Foote został raniony w stopę. Dwa okręty („St. Louis” i „Louisville”), z uszkodzonymi urządzeniami sterowymi zdryfowały wstecz, w dół rzeki, a pozostałe kanonierki również musiały się wycofać. Ostrzał okrętów Unii nie wyrządził żadnych poważnych strat.
Rankiem 15 lutego konfederaci wyprowadzili kontratak na słabszym prawym skrzydle Unii i udało im się początkowo przełamać linię Unii. Jako pierwsze zaatakowały oddziały pod dowództwem generała Gideona Pillowa, jednak brak komunikacji i zamieszenie w szeregach konfederatów sprawiły, że generał Simon Buckner zwlekał z udzieleniem wsparcia. Jednocześnie generał Unii Ulysses Grant udał się na północ, aby spotkać się z Foote’m i nie był świadomy toczącej się bitwy. Tymczasem generał John McClernand zażądał wsparcia na prawym skrzydle i ostatecznie ze wsparciem przyszedł mu generał Lewis Wallace. Dzięki temu unionistom udało się utrzymać linię na prawym skrzydle. Kawaleria konfederatów dowodzona przez pułkownika Nathana Forresta nadal próbowała oskrzydlić unionistów na prawym skrzydle. Po przybyciu na pole walki, Grant rozkazał odzyskać prawe skrzydło i jednocześnie zaatakować na lewym skrzydle, przypuszczając, że konfederaci musieli osłabić tam siły. Natarcie to powiodło się, zagrażając fortowi. Tego dnia przybyły statkami dalsze posiłki dla Unii.
Wieczorem generał John B. Floyd po rozmowie z generałem Bucknerem doszedł do wniosku, że siły Unii zostały poważnie wzmocnione przy pomocy posiłków i podjął decyzję o poddaniu fortu. Nocą Forrest i jego oddział kawalerii w sile około 700 żołnierzy wycofał się na południowy wschód, bez żadnej akcji ze strony Unii. Generałowie Pillow i Floyd uciekli rzeką, pozostawiając poddanie fortu Bucknerowi. Nad rankiem 16 lutego Buckner poddał siły konfederatów, liczące około 12 tysięcy żołnierzy. Na pytanie o warunki kapitulacji, Grant odpowiedział, że możliwa jest jedynie bezwarunkowa kapitulacja.
Było to pierwsze poważne zwycięstwo unionistów w wojnie secesyjnej, ugruntowane następnie sukcesem w bitwie pod Shiloh w kwietniu tego samego roku. Wyniosło ono mało znanego generała brygadiera Ulyssesa S. Granta do pierwszego szeregu dowódców Unii i przyniosło mu awans na generała majora. Dało mu też pseudonim Unconditional Surrender („bezwarunkowa kapitulacja”, zbieżny z inicjałami generała U.S.).

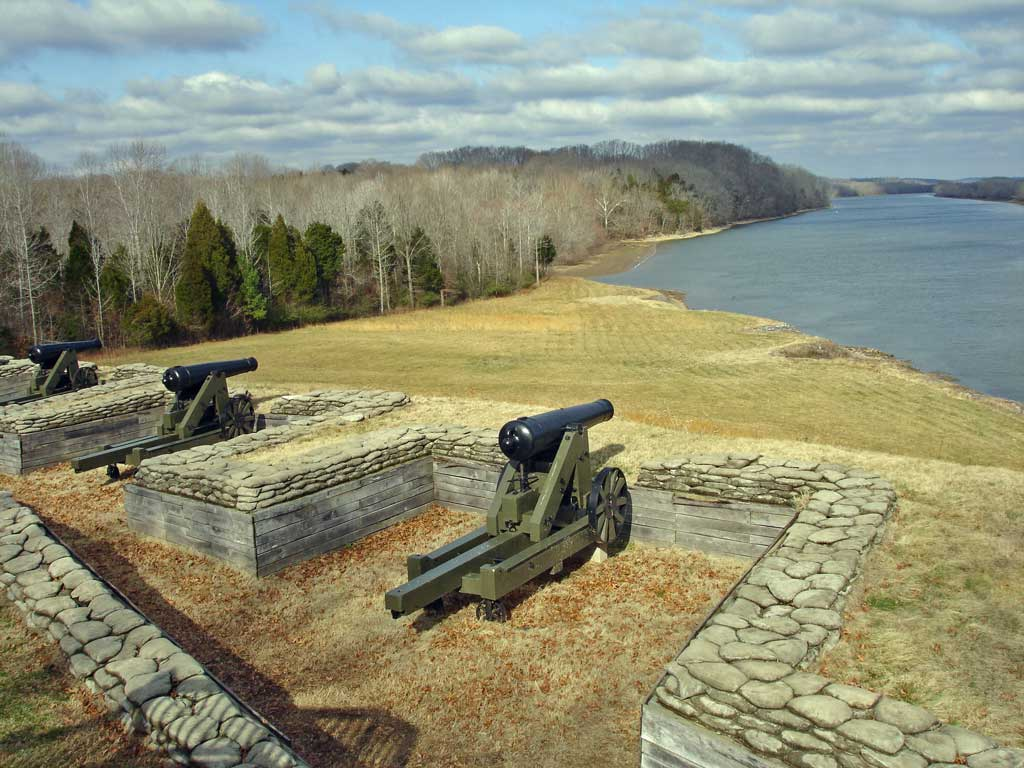
Dolna bateria nadbrzeżna, stan obecny.